# Les Aventures de Saint-Tin et son ami Lou
Les Aventures de Saint-Tin et son ami Lou est une série de romans initiée par Gordon Zola et complétée par Bob Garcia et Pauline Bonnefoi, traitant de la quête d'un jeune reporter pour retrouver ses origines. Il s'agit d'une parodie de la bande dessinée Tintin et Milou.

## Volumes
1. Le Crado pince fort (Gordon Zola), novembre 2008
2. Le Vol des 714 porcineys (Bob Garcia), novembre 2008
3. L'Oreille qui sait (Hervé), janvier 2009
4. La Lotus bleue (Gordon Zola), janvier 2009
5. Saint-Tin au gibet (Gordon Zola), août 2009
6. Les Poils mystérieux (Gordon Zola), octobre 2009
7. L'Ire noire (Pauline Bonnefoi), octobre 2009
8. L'Affaire tourne au sale (Gordon Zola), février 2010[2]
9. Le Secret d'Eulalie Corne (Gordon Zola), juin 2010
10. Le 13 heures réclame le rouge (Gordon Zola), décembre 2010
11. Les Pies jouent de la castagnette (Pauline Bonnefoi), octobre 2010
12. Les Six Gardes du phare Amon (Gordon Zola), juin 2011
13. Objet qui fume (Gordon Zola), septembre 2011
14. On a fait un marché sur la Lune (Gordon Zola), novembre 2011
15. Saint-Tin en amères loques (Pauline Bonnefoi), janvier 2012
16. Coq en toc (Gordon Zola), mai 2012
17. Train-train au Congo (Gordon Zola), juillet 2012
18. L'Ascète boude le cristal (Gordon Zola), janvier 2013
19. Le Temps pleut du Soleil (Gordon Zola), avril 2013
20. Le Spectre du tocard (Gordon Zola), janvier 2014
21. Saint-Tin aux pis de l'Auroch noir (Gordon Zola), mars 2014
22. Saint-Tin et les p'tits carrosses (Gordon Zola), mai 2014
23. Saint-Tin obéi des chauds Viets (Gordon Zola), avril 2015
24. Saint-Tin et l'Art fat (Gordon Zola), février 2016
25. L'Oreille glacée (Gordon Zola), octobre 2019
26. Vol des 704 os pour six nez (Gordon Zola), juillet 2020

## Personnages
Tous les personnages parodient ceux des aventures de Tintin et Milou :
- Saint-Tin : journaliste au Petit Vin qui Aime. Il est le fils présumé du célèbre reporter, ce qui le complexe car il est loin d'être aussi doué que lui.
- Lou : perroquet bavard et débauché venu du Guacamol. Comme l'indique le titre, c'est l'ami de Saint-Tin.
- Capitaine Aiglefin : éclusier à la retraite. En digne héritier de la famille des Haddockoff — des Russes blancs émigrés — c'est un alcoolique impénitent qui réside au Moulin Tsar, en Sologne.
- Orphéon Margarine : célèbre cryptozoologue qui vit aux crochets d'Aiglefin.
- Agents Yin et Yang : deux agents secrets pas très discrets d'origine thaïlandaise.
- Alba Flore : célèbre romancière belge, amie de Saint-Tin.
- Archibald Tringue : fidèle majordome du capitaine Aiglefin.
- Hippolyte Buro : VRP acharné à vendre tout et n'importe quoi à Aiglefin, qui le considère comme son pire ennemi.
- Rasta Populiste : méchant.
- Docteur Molaire : autre méchant.

## Justice
Après la publication du cinquième opus de la série, les auteurs et l’éditeur sont attaqués pour contrefaçon par les héritiers d'Hergé. Les éditions Moulinsart sont déboutées quant à la contrefaçon, le tribunal condamnant le Léopard Masqué à 40 000 euros pour préjudice commercial évoquant la notion de parasitisme. 
L'éditeur Léopard Masqué obtiendra toutefois gain de cause en appel, la cour d'appel de Paris réformant la décision du tribunal de première instance, en invoquant que « sauf à vider de toute portée l’exception de parodie dont il a été rappelé qu'elle procédait de la liberté d'expression, les mêmes reprises que celles stigmatisées au titre de la contrefaçon ne peuvent pas caractériser un comportement fautif parasitaire ». La cour d'appel de Paris condamnera en outre les éditions Moulinsart à 10 000 euros de dommages-intérêts et 12 000 euros de remboursement des frais de procédure,.